# Ludmannsdorf
Ludmannsdorf (tiếng Slovenia Bilčovs) là một đô thị thuộc huyện Klagenfurt-Land trong bang Kärnten, nước Áo. Đô thị Ludmannsdorf có diện tích 26,17 km², dân số thời điểm năm 2005 là 1870 người.